# Пичугин, Евгений Иванович
Евгений Иванович Пичугин (17 января 1922, село Шумашь, Рязанская губерния — 19 марта 1942, Калининская область) — советский военнослужащий, участник Великой Отечественной войны, Герой Советского Союза, лётчик 441-го истребительного авиационного полка, младший лейтенант.

## Биография
Родился 17 января 1922 года в селе Шумашь в семье крестьянина. Позже вместе с родителями переехал в город Владимир, куда был переведён по работе отец.
Окончил 9 классов железнодорожной школы № 4 города Владимира в 1938 году. Одновременно учился в аэроклубе.
В Красной Армии с 1938 года. По комсомольской путёвке был направлен в Чкаловское военное авиационное училище имени К. Е. Ворошилова, которое окончил в 1940 году. Служил младшим лётчиком в 441-м разведывательном авиационном полку Московского военного округа.
Участник Великой Отечественной войны с июня 1941 года. Охранял небо Ярославля, Ржева и Калинина. В одном из воздушных боёв в районе Юхнова на «Харрикейне» в лобовой атаке сбил вражеский истребитель Me-109. Затем, выручая младшего лейтенанта Бондина, сбил другой.
Участвовал в отражении налётов на Москву. В воздушном бою на подступах к Москве, выручая младшего лейтенанта Степанова, сбил Me-109, но и сам был ранен в руку. Всего совершил 82 боевых вылета на патрулирование, разведку и штурм объектов противника.
12 января 1942 года полк перебазировался на аэродром Мигалово в районе Калинина.
19 марта дежурил на аэродроме. Около 10 часов вылетел на перехват самолётов противника, направлявшихся к Калинину. В воздухе обнаружил группу из 8 бомбардировщиков Ju-88 и 4 истребителей Me-109. Зайдя со стороны солнца, Пичугин пошёл в атаку на бомбардировщики и сбил один «юнкерс». Остальные сбросили бомбы и повернули назад, однако поняв, что их атакует всего один самолёт, сомкнули строй и открыли огонь. В ходе неравного боя таранил вражеский самолёт. Сам выбросился с парашютом, но один из противников расстрелял его в воздухе.
За мужество и героизм, проявленные при выполнении заданий командования, Указом Президиума Верховного Совета СССР от 14 февраля 1943 года лейтенанту Евгению Ивановичу Пичугину присвоено звание Героя Советского Союза посмертно.
Награждён орденом Ленина. Похоронен в братской могиле на берегу реки Волги около посёлка Мигалово (ныне — в черте Твери).

## Память

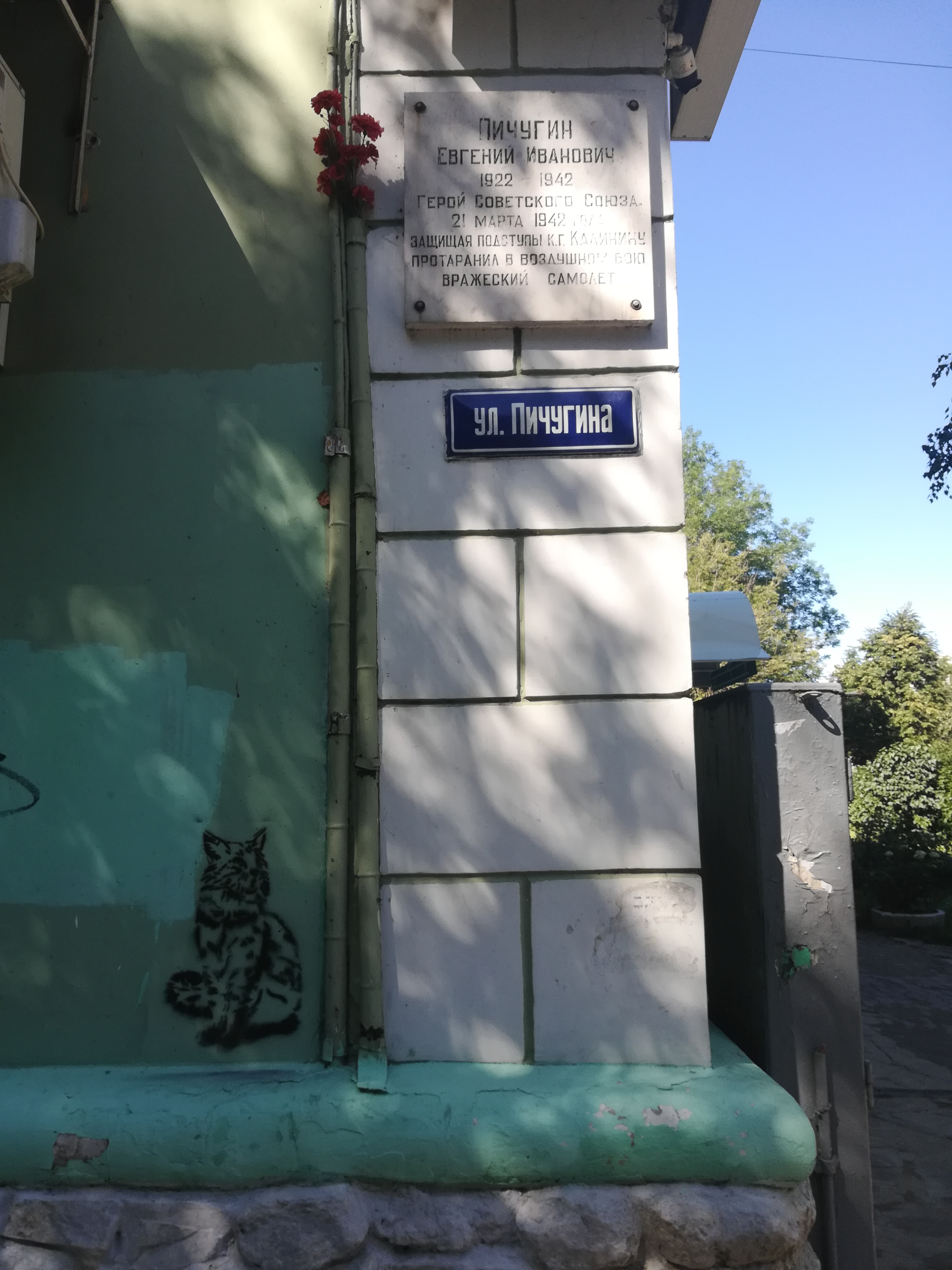
Улица Пичугина во Владимире

- Навечно зачислен в списки 1-й эскадрильи 441-го истребительного авиационного полка ПВО[3].
- Именем Героя названы улицы в Твери и Владимире (бывший Школьный переулок[4]).
- На месте гибели установлен обелиск.

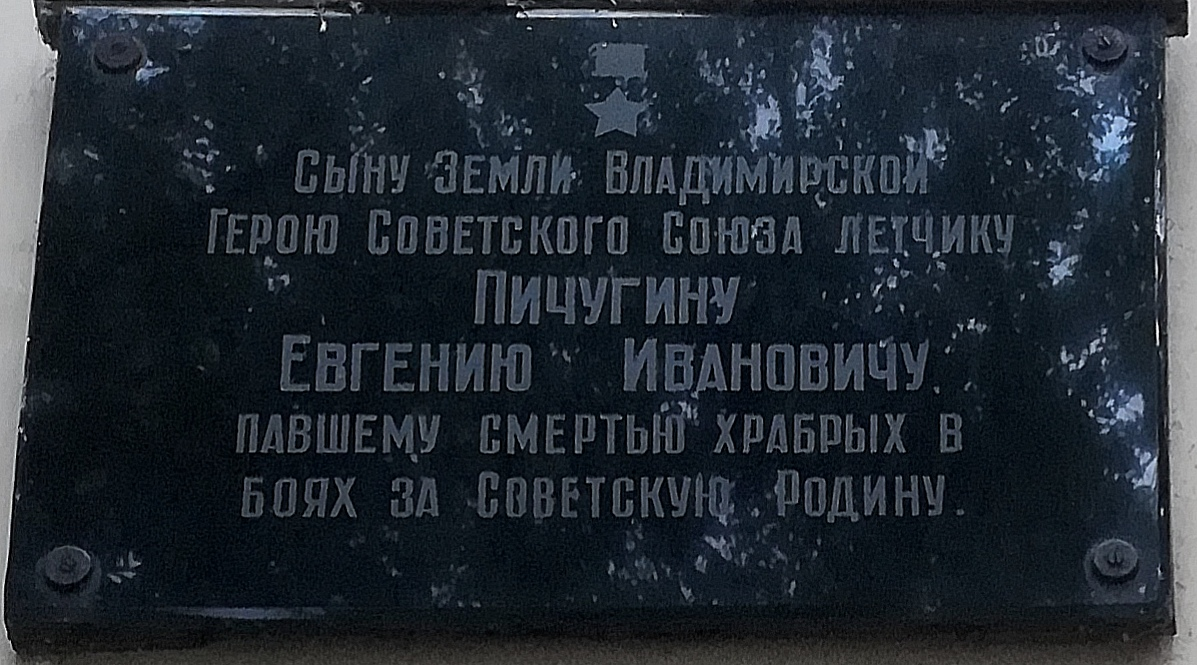
Мемориальная доска во Владимире, ул. Урицкого, 30

- Мемориальные доски установлены во Владимире на д. 11 по улице Ленина (угол с улицей Пичугина), на здании школы № 41 (ул. Урицкого, 30), в которой он учился[3] и в Твери на здании шёлкоткацкой фабрики. Его имя носил пионерский отряд калининской школы № 19. В городе Владимире установлена стела с барельефом Героя.